# KR Reykjavík
El Knattspyrnufélag Reykjavíkur és un club de futbol islandès de la ciutat de Reykjavík.
En islandès el seu nom significa "Reykjavík Futbol Club", i també és conegut pel seu nom abreujat: KR o KR Reykjavík. És l'equip més antic i amb millor palmarès del país.

## Història
El KR va ser fundat el 16 de febrer de 1899 com a FK Reykjavik. Guanyà el campionat inicial del 1912 i després de la victòria el club escollí els colors del campió anglès d'aquell any, el Newcastle United FC. El 1915 adopta el nom actual. El 1918 se li uneix el FR Vesturbæjar Reykjavik i el Hédinn Reykjavik. Fou el primer club islandès que disputà una competició europea, el 1964.
A més del futbol, el club té actualment nombroses seccions, com ara, basquetbol, bàdminton, tennis taula, bowling, dards, handbol, esquí, lluita islandesa i natació.

## Jugadors destacats
- Eiður Smári Guðjohnsen
- Rúnar Kristinsson
- Indriði Sigurðsson
- Bjarni Felixson
- Þórólfur Beck
- Kjartan Henry Finnbogason
- Kristján Örn Sigurðsson
- Birkir Kristinsson
- Ellert B. Schram
- Ríkharður Daðason
- Brynjar Gunnarsson
- Arnar Gunnlaugsson
- Pétur Marteinsson
- Ólafur Gottskálksson
- Veigar Páll Gunnarsson

## Palmarès

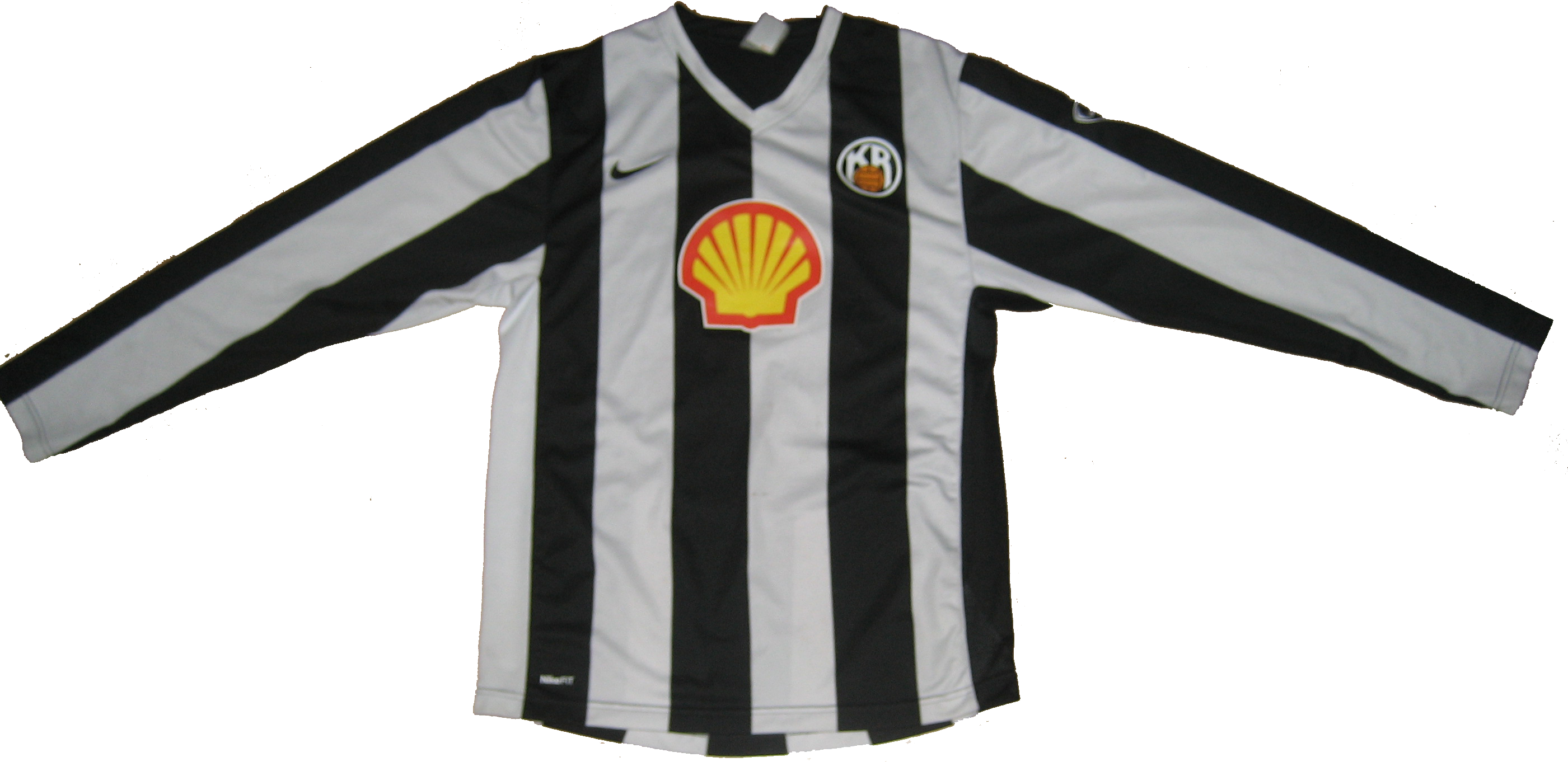
Samarreta del Knattspyrnufélag Reykjavíkur el 2007.

- Lliga islandesa de futbol: 27 1912, 1919, 1926, 1927, 1928, 1929, 1931, 1932, 1934, 1941, 1948, 1949, 1950, 1952, 1955, 1959, 1961, 1963, 1965, 1968, 1999, 2000, 2002, 2003, 2011, 2013, 2019
- Copa islandesa de futbol: 12 1960, 1961, 1962, 1963, 1964, 1966, 1967, 1994, 1995, 1999, 2008, 2011
- Copa de la Lliga islandesa de futbol: 3 1998, 2001, 2005